# Височане
Височане су насељено место у саставу општине Поличник у Задарској жупанији, Република Хрватска.

## Историја
До територијалне реорганизације у Хрватској налазиле су се у саставу старе општине Задар.

## Становништво
На попису становништва 2011. године, Височане су имале 372 становника.

## Попис1991.
На попису становништва 1991. године, насељено место Височане је имало 524 становника, следећег националног састава:
| Попис 1991.‍  | Попис 1991.‍  | Попис 1991.‍ | Попис 1991.‍ | Попис 1991.‍ |
| ------------ | ------------ | ----------- | ----------- | ----------- |
|              |              |             |             |             |
| Хрвати       | Хрвати       |             | 521         | 99,42%      |
| Немци        | Немци        |             | 1           | 0,19%       |
| неопредељени | неопредељени |             | 1           | 0,19%       |
| непознато    | непознато    |             | 1           | 0,19%       |
| укупно: 524  |              |             |             |             |